# Nore og Uvdal
Nore og Uvdal er en kommune øverst i Numedal i Buskerud fylke i Norge. 
Den grænser i nord til Hol, Ål og Nes, i øst til Flå og Sigdal, i syd til Rollag, Tinn og Vinje, og i vest til Eidfjord. Store dele af Hardangervidda ligger indenfor kommunens grænser.
Den var en del af  Viken fylke som blev etableret 1. januar 2020, men opløst fra 1. januar 2024.
Kommunens højeste punkt er Borgsjåbrotet (1.485 moh.), på grænsen til Tinn kommune i Telemark.
De fleste af kommunens indbyggere bor i Nore, Rødberg og Uvdal.

## Seværdigheder
- Nore stavkirke
- Uvdal stavkirke
- Langedrag Naturpark, en fjeldgård med flere arter af tamme og vilde dyr